# Чеускино
Чеускино — село в Сельском поселении Сингапай Нефтеюганского района, Ханты-Мансийского АО. Площадь МО (муниципального образования) в рамках утверждённых границ — 2834,48 га. Расстояние до административного центра г. Нефтеюганска — 25 км.

## Население
| 2002 | 2008  | 2010  | 2012  | 2013  | 2014  | 2021  |
| ---- | ----- | ----- | ----- | ----- | ----- | ----- |
| 3680 | ↘1066 | ↘1052 | ↗1065 | ↗1072 | ↗1089 | ↗1155 |

Состав населения по состоянию на 1 января 2012 года
| № | Состав населения                                            | кол-во жителей (чел.) |
| - | ----------------------------------------------------------- | --------------------- |
| 1 | дошкольного возраста (до семи лет)                          | 106                   |
| 2 | школьники (от семи до семнадцати лет)                       | 178                   |
| 3 | молодежь (до тридцати лет)                                  | 256                   |
| 4 | среднего возраста (от тридцати лет до пенсионного возраста) | 357                   |
| 5 | пенсионного возраста                                        | 205                   |
| 6 | Численность населения всего:                                | 1102                  |

## Русская православная церковь
- Храм в честь Серафима Саровского[9]